# جمعة الدوسري
جمعة محمد عبد اللطيف الدوسري بحريني اعتقل سابقا في معتقل غوانتانامو. بعد خمس سنوات من الاعتقال هناك وثلاثة سنوات ونصف قضاها في الحبس الانفرادي فقد تم إطلاق سراحه بدون توجيه أي تهمة له إلى السعودية في عام 2007.
في أواخر يوليو 2005 تحدث الدوسري مع محاميه جوشوا كولانجيلو بريان حول أول محاولة للإضراب عن الطعام في الصيف. انهى المعتقل هذا الإضراب في 28 يوليو 2005 عندما وعده قائد الحرس مايكل بومغارنر بتقديم تنازلات.
كشف كولانجيلو بريان في حديث في البحرين في سبتمبر 2005 في أعقاب اجتماع مع موكله أن الدوسري أبلغه:
- المعتقلين على استعداد للموت إذا لزم الأمر من أجل حل مشاكلهم.
- المعتقلين يحتجون على سجنهم دون الحاجة لجلسات نزيهة.
- المعتقلين يحتجون على التدخل في ممارساتهم الدينية بما في ذلك انقطاع النداء للصلاة من قبل ضباط السجن الذين تحدثوا بصوت عال أثناء الأذان وحتى محاكاته.
- تقديم الطعام للمعتقلين الذي كان في كثير من الأحيان فاسد ومياه الصنبور كانت صفراء ومالحة.
- امتلاء عيادة المعتقل بالمعتقلين من أجل الحصول على العناية الطبية وقد أصيب عدد من المعتقلين بأمراض خطيرة.

يعتقد كولانجيلو أن الدوسري بدأ الإضراب الثاني عن الطعام في 8 أغسطس 2005.
منح برنامج الحياة الأمريكية من إذاعة شيكاغو العامة جائزة بيبودي عن غوانتانامو في عام 2006.

## رسائل من الدوسري ووالده
في 5 سبتمبر 2005 لخصت جريدة غلف ديلي نيوز رسالة كتبها الدوسري يدفع فيها ببراءته. كتبت الرسالة في 10 يونيو 2005 ووصف الانتهاكات المختلفة التي تعرض لها بما في ذلك:
- السجائر التي تنطفئ على جسده.
- السير على الأسلاك الشائكة.
- التبول عليه.

في 17 سبتمبر 2005 لخص الصحيفة بريد إلكتروني ورد من والد الدوسري يؤكد أن لديه سرطان الحنجرة ويتوقع أن يموت قريبا ويتوسل لرؤية ابنه.

## تقارير المعتقلين البريطانيين المفرج عنهم
أفرج عن المعتقلين البريطانيين طارق درغول وشفيق رسول في 2004. ذكرا أن زنزانتهما كانت بالقرب زنزانة الدوسري ووفقا لهيومن رايتس ووتش:
ذكر موقع نيو ستاندارد:

## محاولات الانتحار
نشرت قصته في 20 أكتوبر 2005 وحذرت جريدة غلف ديلي نيوز من علامات مختلفة لتدهور الصحة النفسية للدوسري. استندت القصة على ملاحظات كولانجيلو بريان التي كشفها مسؤولون في الاستخبارات الأمريكية في 19 أكتوبر 2005. وفقا لكولانجيلو بريان:
- حاول الدوسري الانتحار في وقت سابق.
- خشي الدوسري من فقدان عقله.
- ذكر الدوسري أن الأنوار لا تطفأ في زنزانته وهذا يقلل من قدرته على النوم.
- ذكر الدوسري أنه يعلم بأنه في حاجة إلى الرعاية الصحية العقلية لكنه لا يثق في الطاقم الطبي في المعتقل.
- ذكر الدوسري يعاني من نوبات.
- ذكر الدوسري أن الطاقم الطبي في المعتقل امتنع عن علاجه في الماضي.
- ذكر الدوسري أنه عندما يغفوا فإنه يستيقظ وهو يصرخ من الكوابيس.

وفقا لتقرير نشر في صحيفة واشنطن بوست في 1 نوفمبر 2005 فإن الدوسري حاول الانتحار في 15 أكتوبر عندما أخذ استراحة للذهاب إلى الحمام أثناء زيارة قام بها محاميه جوشوا كولانجيلو بريان. قال كولانجيلو بريان أن الدوسري حول شنق نفسه وأنه وجد فاقد للوعي بجانب حبل المشنقة في الحمام فيما كان الدم ينزف من جرح كبير في ذراعه الأيمن. رفضت السلطات الأمريكية التعليق على قضايا محددة للمعتقلين لكنها اعترفت بأن 22 معتقل حاولوا الانتحار 36 مرة.
كانت هناك ثلاثة محاولات انتحار ناجحة.
بعد محاولة الانتحار الأخيرة تقدم محامو الدوسري بأمر تقييدي مؤقت وإنذار قضائي أولي بالنيابة عنه.
في الأمر التقييدي طلبوا:
- مواد للقراءة مع نسخة القرآن.
- إطفاء الأنوار في زنزانته لمساعدته على النوم.
- السماح له بإجراء المكالمات الهاتفية كل أسبوعين لأسرته ومحاميه.
- السماح بزيادة وقت التمرين.
- السماح بتلقي البريد من عائلته.

طلب محاموه أن يسمح لمتخصص طبي مستقل لتقييم الحالة النفسية للدوسري. وصفوا رفض الأمريكيين توفير الأخبار عن صحة الدوسري بعد محاولته الانتحارية الأخيرة بأنها «قسوة لا مبرر له».
ذكر الدوسري أنه حاول الانتحار مرة أخرى في 13 نوفمبر 2005 باقتلاع غرزة جراحية. ذكرت صحيفة كانساس سيتي ستار أنها محاولة الانتحار التاسعة للدوسريهذا كان محاولة انتحار التاسعة للدوسري.
صحيفة ذا ستار يستشهد بالعقيد مايكل بومغارنر قائد حرس المعتقل بأنه كتب شهادة بأن يأس الدوسري كان خطأ منه لأن الدوسري لم يمارس 73 تمرين من أصل 97 تمرين رياضي. علاوة على ذلك كافأ المحققون الدوسري بإعطائه بيتزا والهامبرغر وكان يسمح له بمشاهدة فيلمي غلاديايتر وطروادة.
في 11 مايو 2006 ذكرت جريدة غلف ديلي نيوز أن كولانجيلو بريان قال أن الدوسري حاول شق حنجرته في مارس.

## زعم الارتباط بلاكاوانا الستة
نشر مقال في 7 نوفمبر 2005 حيث اقتبس عن بيتر ج. أهيرن ضابط مسؤول في مكتب التحقيقات الفيدرالي في بوفالو بشأن العلاقة بين الدوسري واكاوانا الستة. قال أهيرن أن الدوسري قد ألقى خطاب ناري في مسجد الإرشاد الذي حضره ستة أمريكيين من أصل يمني يعيشون في لاكاوانا قرب بافالو ثم سافروا سرا إلى باكستان وأفغانستان للتدرب على الجهاد في أوائل عام 2001. وفقا لأهيرن فإن مكتب التحقيقات الفدرالي مهتم بمعرفة ما إذا الدوسري قد ساعد في تمويل نفقات سفرهم.
اقتبست صحيفة بافالو نيوز عن وضع الدوسري على من محكمة مراجعة المقاتلين. أفاد الباحثون أن الدوسري أعترف أنه سافر إلى بافالو واعترف بأنه خطب خطبة نارية ولكن نفى تشجيع أي شخص بالانضمام إلى تنظيم القاعدة. أفاد الباحثون أن الدوسري نفى وجود أي علاقة له بتنظيم القاعدة أو الإرهاب.

## السفارة الأمريكية في البحرين تستجيب لسوء المعاملة المزعومة
في 9 نوفمبر 2005 أصدرت السفارة الأمريكية في البحرين بيانا للرد على ادعاءات تعرض الدوسري لسوء المعاملة وأن صحته الجسدية والعقلية في خطر وأكد بيان السفارة:
نفى البيان أن الدوسري كان يوضع في الحبس الانفرادي وأكدوا للقراء أن الدوسري حصل على الرعاية الطبية الممتازة وأصر على أن معاملة المعتقلين المحتجزين في غوانتانامو كانت إنسانية.
تحدى مارك سوليفان أحد محاميي الدوسري النقاط في بيان للسفارة. نقلت جريدة غلف ديلي نيوز عن سوليفان أنه ليس لديه علم بأي إجراءات قضائية من قبل السلطات الأمريكية بعد مزاعم سوء المعاملة.
ربط سوليفان الحادثة الموصوفة في كتاب إريك سار داخل الأسلاك الشائكة حيث لطخت المحقق الرقيب جانيت أروتشو-باركات السائل الأحمر زاعمة أنه دم الحيض على وجه المعتقل الدوسري. ادعى سوليفان أن الدوسري الذي كان معتقلا تم تلطيخ وجهه بدم الحيض. ومع ذلك فإن التقارير الصحفية وصفت المعتقل بأنه سعودي.

## نداء لفحص طبي مستقل
في 12 يونيو 2006 كتب الدوسري رسالة إلى محاميه كولانجيلو بريان حيث طلب إجراء فحص طبي مستقل. قال الدوسري لكولانجيلو بريان أنه اكتسب مرض خطير في الدم نتيجة لنقل الدم الذي أعقب محاولة انتحار له في 11 مارس 2006.
وكان الدوسري قد علم بأن والده توفي مؤخرا بمرض سرطان مزمن قبل وقت قصير من صياغة هذه الرسالة. كانت سلطات المعتقل قد أبلغته بالوفاة التي علموا بخبرها عبر الإنترنت. قال الدوسري أن سلطات المعتقل لم تسمح له بتلقي البريد من عائلته وكانت تحجب متعلقاته الشخصية عنه ووضع في الحبس الانفرادي.
قال الدوسري أن على رأس الأخبار السيئة حالة الدم وحجب جميع الرسائل من عائلته والحبس الانفرادي الذي يترك فيه شعور بالوفاة الوشيك.
ذكر الدوسري أيضا أن سلطات المعتقل وعدته بمكالمة هاتفية نادرة لعائلته بعد وفاة والده.
تم رفع السرية عن 12 رسالة من قبل الجيش في 25 يوليو 2006 لذلك فمن غير المعروف ما إذا كان الدوسري قادر على الاستفادة من العرض المقدم من سلطة المعتقل.

## رسالة الانتحار
كتب الدوسري رسالة في 18 أبريل 2007 تم نشرها من قبل وزارة الدفاع في 20 مايو 2007. في الرسالة كتب الدوسري:
وصف كولانجيلو بريان الدوسري بأنه «متماسك» ولكنه «استنفد تماما ويائس».
نفى المتحدث باسم البنتاغون جيفري غوردون أن الدوسري قد تعرض لمعاملة سيئة وأكد أن تنظيم القاعدة درب عناصره على الادعاء بالاعتداء أثناء احتجازهم. وفقا لأسوشيتد برس قال سيمبسون:

## العودة إلى السعودية والإفراج
في 16 يوليو 2007 ذكرت وزارة الدفاع أن ستة عشر أسير سعودي أعيد من غوانتانامو إلى السجون السعودية. في 17 يوليو 2007 أفادت صحيفة غلف ديلي نيوز أن جمعة كان أحد الأشخاص الذين تمت إعادتهم إلى السجون السعودية. تم إرساله إلى السعودية لأنه يحمل الجنسيتين البحرينية والسعودية معا.
ذكرت صحيفة ديلي جلف نيوز:
في يوم الخميس 23 أغسطس 2007 ذكرت صحيفة غلف ديلي نيوز أن الدوسري لم يطلق سراحه فقط بل سيحصل على مساعدة رسمية من الحكومة السعودية.
اقتبس التقرير ما قاله عضو مجلس النواب البحريني محمد خالد إبراهيم الذي قال:
نشر مقال في صحيفة لوس أنجلوس تايمز في 21 ديسمبر 2007 لمحة عن إعادة التأهيل الدوسري حيث قال الدوسري:
بث الخدمة العالمية لبي بي سي مقابلة لمدة نصف ساعة مع الدوسري في 28 يونيو 2008.

## مقال واشنطن بوست عن جمعة الدوسري
في 17 أغسطس 2007 نشرت صحيفة واشنطن بوست حساب عن تجربة جمعة الدوسري في سجون الولايات المتحدة. بدأ حسابه بالكتابة عن مشاهدته فيلم يونايتد 93 من دون معرفة عن ماذا يتحدث. وصف كيف نزلت الدموع أثناء مراقبة الركاب.
وصف بعض الانتهاكات التي مرت عليه في حجز الولايات المتحدة بما في ذلك:
- تعرضه للضرب بشدة حيث أمضى ثلاثة أيام في العناية المركزة.
- إطفاء السجائر في جسده.
- تقييده بالسلاسل بالأرض أثناء النقل.
- تعرضه للاعتداء الجنسي.

قال الدوسري أن كمية الضرب انخفضت في سنوات لاحقة له في غوانتانامو لكنه تعرض لسنوات طويلة من العزلة التي وجدها أكثر صعوبة. وختم:

## لقاء مع غوردون براون
في 2 نوفمبر 2008 قام رئيس الوزراء البريطاني جوردون براون بجولة في مركز لإعادة تأهيل المعتقلين السابقين في غوانتانامو وقد تحدث هناك مع الدوسري وغانم الحربي والأسرى السابقين الآخرين. تلقى الأسرى السابقين شقة وظيفة و 110 ألف ريال سعودي مهر للزواج. ذكر تقرير صحيفة ديلي ميل أن الدوسري تزوج.
في عام 2009 في حفل تنصيب باراك أوباما رئيسا للولايات المتحدة في مقابلة مع وكالة أسوشيتد برس ذكر الدوسري أن رغبته الوحيدة هي أن «... لو أوباما انتخب منذ سنوات فإن غوانتانامو لم يكن له وجود».